# 菩薩藏
菩薩藏（梵語：bodhisattva-pitaka）是一個佛教術語，指所有大乘經的總稱，二藏之一。佛教法華經、華嚴經等一切佛教大乘經典中，含藏大乘菩薩修因證果之法，重於不捨世間，利他之行，故名為菩薩藏。《智度論》記載：佛滅後，文殊、彌勒等諸大菩薩將阿難於鐵圍山結集菩薩藏，為大乘佛法結集的傳說。
漢譯大乘經中，以菩薩藏為名的經典，有：
- 《菩薩藏經》一卷，梁僧伽婆羅譯，是《大乘三聚懺悔經》的異譯
- 《菩薩藏經》三卷，秦鳩摩羅什譯，編入《大寶積經·富樓那會》
- 《大菩薩藏經》二十卷，唐玄奘譯，編入《大寶積經·菩薩藏會》
- 《大乘菩薩藏正法經》四十卷，趙宋法護等譯，是《大寶積經·菩薩藏會》的異譯

## 另見
- 菩薩（bodhisattva）
- 菩薩乘
- 大乘佛教（bodhisattvayāna）
- 聲聞藏，二藏之一